# ايفان جونز
ايفان جونز (بالإنجليزية: Evan Jones)‏ (و. 1976  م) هو كاتب سيناريو، وممثل مسرحي، وممثل أفلام أمريكي، ولد في كوليج ستيشن، تكساس.

## وصلات خارجية
- ايفان جونز على موقع IMDb (الإنجليزية)
- ايفان جونز على موقع قاعدة بيانات الأفلام العربية
- ايفان جونز على موقع ألو سيني (الفرنسية)
- ايفان جونز على موقع أول موفي (الإنجليزية)
- ايفان جونز على موقع قاعدة بيانات الأفلام السويدية (السويدية)
- ايفان جونز على موقع قاعدة بيانات الفيلم (الإنجليزية)
- ايفان جونز على موقع كينوبويسك (الروسية)
- ايفان جونز على موقع كينوبويسك (الروسية)